# Boiry-Notre-Dame
Boiry-Notre-Dame település Franciaországban, Pas-de-Calais megyében. Lakosainak száma 443 fő (2022. január 1.). Boiry-Notre-Dame Hamblain-les-Prés, Monchy-le-Preux, Pelves, Rémy, Sailly-en-Ostrevent és Vis-en-Artois községekkel határos.

## Népesség
A település népességének változása:
| Lakosok száma | 465  | 463  | 464  | 454  | 449  | 444  | 439  | 437  | 443  |
|               | 2013 | 2015 | 2016 | 2017 | 2018 | 2019 | 2020 | 2021 | 2022 |